# Jalkovec
Jalkovec is een plaats in de gemeente Varaždin in de Kroatische provincie Varaždin. De plaats telt 1294 inwoners (2001).